# Magnetische Struktur

Eine sehr einfache, prototypische ferromagnetische Struktur

Eine sehr einfache, prototypische antiferromagnetische Struktur

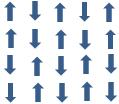
Eine weitere einfache antiferromagnetische Anordnung in 2D

Der Begriff magnetische Struktur eines Materials beschreibt die geordnete Struktur deren magnetischer Momente, typischerweise in einem geordneten Kristallgitter. Die Untersuchung magnetischer Strukturen ist ein Teilgebiet der Festkörperphysik.

## Magnetische Strukturen
Viele Materialien sind unter Normalbedingungen nicht-magnetisch, was bedeutet, sie weisen keine magnetische Struktur auf. In diesem Fall können die Spins der Elektronen als nicht miteinander wechselwirkend angenommen werden. Das bedeutet auch, dass die Ausrichtung der magnetischen Momente in alle Richtungen symmetrisch, also unabhängig von der Richtung, ist. Solche Materialien weisen wegen der fehlenden Ordnung typischerweise nur noch einfachere magnetische Eigenschaften auf, zum Beispiel in Form von Diamagnetismus oder Pauli-Paramagnetismus.
Ein interessanterer Fall tritt ein, wenn die Elektronen eines Materials spontan die oben erläuterte Symmetrie brechen. Im Ferromagnetismus liegt im Grundzustand eine globale gemeinsame Spinquantisierungsachse vor, zudem hat sich ein globales Ungleichgewicht der Elektronen bezüglich ihrer Spinquantenzahl eingestellt, eine Magnetisierung: Die Elektronenspins zeigen mehrheitlich in eine Richtung als ihr entgegen (typischerweise wird dies als nach oben definiert). Im einfachsten (kollinearen) Fall des Antiferromagnetismus gibt es immer noch eine gemeinsame Quantisierungsachse, aber die Ausrichtung der Spins entlang dieser Achse ist abwechselnd nach oben und unten, was wiederum zu einer verschwindenden makroskopischen Magnetisierung führt. Allerdings können – insbesondere im Fall von konkurrierenden (frustrierten) Wechselwirkungen – die resultierenden Strukturen viel komplizierter werden, unter anderem wegen der Dreidimensionalität der Spinausrichtung. Der Ferrimagnetismus (prototypisch vertreten in Magnetit) kann in gewissem Sinne als Hybrid verstanden werden: Die Magnetisierung ist makroskopisch nicht null wie im Ferromagnetismus, wobei die lokalen magnetischen Momente in entgegengesetzte Richtungen zeigen.
Die obige Diskussion betrifft nur den Grundzustand eines magnetischen Systems. Bei endlichen Temperaturen ({\displaystyle T>0{\text{ K}}}) ist die Spinkonfiguration teilweise angeregt. Dabei können zwei Extremfälle gegenübergestellt werden: Im Stoner-Modell (Bandmagnetismus) sind die Elektronen delokalisiert und ihre Wechselwirkung mit dem Molekularfeld kann zum Symmetriebruch führen. In diesem Bild verringert sich die lokale Magnetisierung gleichmäßig mit steigender Temperatur, weil einzelne delokalisierte Elektronenspins zwischen den beiden Ausrichtungen verschoben werden. Im anderen Extremfall werden alle magnetischen Momente als vollständig lokalisiert (auf bestimmten Atomen) angenommen, sie wechselwirken nur kurzreichweitig. Dies wird typischerweise im Rahmen des Heisenberg-Modells beschrieben. Hierbei führt eine erhöhte Temperatur zu einer Abweichung der Spinorientierung vom energetisch günstigsten Fall, also sinkt die Magnetisierung eines Ferromagneten.
Im Bild des lokalisierten Magnetismus können magnetische Strukturen mit magnetischen Raumgruppen beschrieben werden, diese berücksichtigen alle möglichen Symmetrieoperationen der Ausrichtung der magnetischen Momente (zum Beispiel oben/unten) im Kristall.

## Experimentelle Techniken
Solche Ordnungen können dadurch analysiert werden, dass die magnetische Suszeptibilität in Abhängigkeit der Temperatur und/oder des angelegten magnetischen Feldes betrachtet werden. Eine wahrhaft dreidimensionale Darstellung der Spinordnung kann allerdings am besten durch (elastische) Neutronenstreuung gewonnen werden. Neutronen werden dabei primär an den Atomkernen im Gitter gestreut. Bei Temperaturen oberhalb des Ordnungspunktes, zum Beispiel der ferromagnetischen Curie-Temperatur oder der antiferromagnetischen Néel-Temperatur, wenn das Material sich paramagnetisch verhält, können die Neutronen nur mit dem kristallographischen Gitter interagieren und die abbilden. Unterhalb der Ordnungstemperatur tritt auch Streuung an der magnetischen Struktur auf, da die Neutronen selber einen Spin besitzen und somit mit den magnetischen Momenten wechselwirken. Die Intensität der Bragg-Reflexionen ändert sich deshalb. Teilweise entstehen sogar gänzlich neue Reflexionen, wenn die Einheitszelle der magnetischen Struktur größer ist als die kristallographische (die des Gitters). Das kann als Superstruktur aufgefasst werden. So kann die Symmetrie der neuen Gesamtstruktur sich von der rein kristallographischen Substruktur unterscheiden. Die Gesamtstruktur wird dann über eine der 1651 magnetischen (Shubnikov) Gruppen beschrieben und nicht mehr durch die nicht-magnetischen Raumgruppen.
Obwohl normale Röntgenstreuung der Spinanordnung gegenüber 'blind' ist, ist es mittlerweile möglich, mit bestimmten Röntgentechniken auch magnetische Strukturen zu untersuchen. Wenn die Wellenlänge des Röntgenlichts so gewählt ist, dass sie energetisch nah an der Absorptionskante eines der Elemente des Materials ist, so wird die Streuung anomal und diese Komponente des gestreuten Lichts reagiert auf die nicht-sphärische Form der Orbitale der Außenelektronen mit nicht gepaartem Spin. Diese Art von anomaler Röntgenstreuung (anomalous X-Ray scattering, AXS) enthält dann gewünschten Informationen.
Zuletzt werden table-top Techniken entwickelt, die es auch ohne Zugang zu Neutronen- und Röntgenquellen erlauben magnetische Strukturen zu untersuchen.

## Magnetische Strukturen von chemischen Elementen
Nur drei Elemente sind unter Normalbedingungen ferromagnetisch: Eisen, Cobalt und Nickel. Ihre Curie-Temperatur {\displaystyle T_{\text{C}}} ist höher als Raumtemperatur, {\displaystyle T_{\text{C}}>298{\text{ K}}}. Gadolinium hat eine spontane Magnetisierung knapp unterhalb davon, bei {\displaystyle 293{\text{ K}}} und wird deshalb manchmal als viertes ferromagnetisches Element gezählt. Es wird diskutiert, ob Gadolinium eine helimagnetische Struktur besitzt, dies ist aber umstritten.
Die beiden Elemente Dysprosium und Erbium haben beide zwei magnetische Übergänge. Sie sind paramagnetisch bei Raumtemperatur, werden helimagnetisch unterhalb ihrer jeweiligen Néel-Temperaturen und werden dann ferromagnetisch unterhalb ihrer Curie-Temperatur. Die Elemente Holmium, Terbium und Thulium weisen noch kompliziertere magnetische Strukturen auf.
Einige Elemente weisen auch eine antiferromagnetische Ordnung auf, die oberhalb der Néel-Temperatur zerfällt. Chrom ist ein etwas einfacherer Antiferromagnet, hat aber auch inkommensurable Spindichtewellen neben der einfachen oben/unten-Anordnung. Mangan hat (in der α-Konfiguration) eine Elementarzelle bestehend aus 29 Atomen, welche zu einer komplexen, aber kommensurablen, antiferromagnetischen Ordnung bei niedrigen Temperaturen führt (mit der magnetischen Raumgruppe P42'm'). Anders als die meisten anderen Elemente, deren magnetische Eigenschaften auf ihren Elektronen basieren, verdanken Kupfer und Silber ihren Magnetismus den viel schwächeren Kernmomenten (siehe ein Vergleich des Bohrschen Magnetons mit dem Kernmagneton), was zu Übergangstemperaturen nahe dem absoluten Nullpunkt führt.
Diejenigen Elemente, die supraleitend werden, zeigen Superdiamagnetismus unterhalb ihrer kritischen Temperatur.
| Ordnungszahl. | Name         | SprungtemperaturTc | Curie-Temperatur | Néel-Temperatur |
| ------------- | ------------ | ------------------ | ---------------- | --------------- |
| 3             | Lithium      | 0,0004 K           |                  |                 |
| 13            | Aluminium    | 1,18 K             |                  |                 |
| 22            | Titan        | 0,5 K              |                  |                 |
| 23            | Vanadium     | 5,4 K              |                  |                 |
| 24            | Chrom        |                    |                  | 311 K           |
| 25            | Mangan       |                    |                  | 100 K           |
| 26            | Eisen        |                    | 1044 K           |                 |
| 27            | Cobalt       |                    | 1390 K           |                 |
| 28            | Nickel       |                    | 630 K            |                 |
| 29            | Kupfer       |                    |                  | 6·10−8 K        |
| 30            | Zink         | 0,85 K             |                  |                 |
| 31            | Gallium      | 1,08 K             |                  |                 |
| 40            | Zirconium    | 0,6 K              |                  |                 |
| 41            | Niob         | 9,25 K             |                  |                 |
| 42            | Molybdän     | 0,92 K             |                  |                 |
| 43            | Technetium   | 8,2 K              |                  |                 |
| 44            | Ruthenium    | 0,5 K              |                  |                 |
| 45            | Rhodium      | 0,0003 K           |                  |                 |
| 46            | Palladium    | 1,4 K              |                  |                 |
| 47            | Silber       |                    |                  | 5,6·10−10 K     |
| 48            | Cadmium      | 0,52 K             |                  |                 |
| 49            | Indium       | 3,4 K              |                  |                 |
| 50            | Zinn         | 3,7 K              |                  |                 |
| 57            | Lanthan      | 6 K                |                  |                 |
| 58            | Cer          |                    |                  | 13 K            |
| 59            | Praseodym    |                    |                  | 25 K            |
| 60            | Neodym       |                    |                  | 19,9 K          |
| 62            | Samarium     |                    |                  | 13,3 K          |
| 63            | Europium     |                    |                  | 91 K            |
| 64            | Gadolinium   |                    | 293,4 K          |                 |
| 65            | Terbium      |                    | 221 K            | 230 K           |
| 66            | Dysprosium   |                    | 92,1 K           | 180,2 K         |
| 67            | Holmium      |                    | 20 K             | 132,2 K         |
| 68            | Erbium       |                    | 18,74 K          | 85,7 K          |
| 69            | Thulium      |                    | 32 K             | 56 K            |
| 71            | Lutetium     | 0,1 K              |                  |                 |
| 72            | Hafnium      | 0,38 K             |                  |                 |
| 73            | Tantal       | 4,4 K              |                  |                 |
| 74            | Wolfram      | 0,01 K             |                  |                 |
| 75            | Rhenium      | 1,7 K              |                  |                 |
| 76            | Osmium       | 0,7 K              |                  |                 |
| 77            | Iridium      | 0,1 K              |                  |                 |
| 80            | Quecksilber  | 4,15 K             |                  |                 |
| 81            | Thallium     | 2,4 K              |                  |                 |
| 82            | Blei         | 7,2 K              |                  |                 |
| 90            | Thorium      | 1,4 K              |                  |                 |
| 91            | Protactinium | 1,4 K              |                  |                 |
| 92            | Uran         | 1,3 K              |                  |                 |
| 95            | Americium    | 1 K                |                  |                 |